# Heksahemioktakron
| Heksahemioktakron                  | Heksahemioktakron                                    |
| ---------------------------------- | ---------------------------------------------------- |
|                                    |                                                      |
| Vrsta                              | zvezdni polieder                                     |
| Elementi                           | F = 12, E = 24, V =10 ({\displaystyle \chi \,} = -2) |
| Grupa simetrije                    | Oh, [4,3], *432                                      |
| Sklici                             | DU15                                                 |
| kubohemioktaeder (dualni polieder) |                                                      |

Heksahemioktakron je dualno telo kubohemioktaedra ter je eden izmed devetih dualnih poliedrov. Na pogled ga ne moremo ločiti od oktahemioktakrona.
Ker ima kubohemioktaeder štiri šestkotne stranske ploskve, ki potekajo skozi središče, ima heksahemioktakron štiri oglišča v neskončnosti. V delu Magnusa Wenningerja (rojen 1919) Dual Models je to prikazano s preseki neskončnih prizem, ki tečejo skozi središče in so odrezane v določeni točki zaradi tistih, ki bi izdelali model.

## Vir
- Wenninger, Magnus (1983), Dual Models, Cambridge University Press, ISBN 978-0-521-54325-5, MR730208 (stran 101, dualna telesa (devetih) hemipoliedrov)